# Return to the 36 Chambers: The Dirty Version
Return to the 36 Chambers: The Dirty Version é o álbum solo de estreia do rapper americano Ol' Dirty Bastard, membro do Wu-Tang Clan, lançado em 28 de março de 1995 pela Elektra Records. Foi o segundo álbum solo, após Tical de Method Man, a ser lançado por um dos nove membros do Wu-Tang, após o lançamento do álbum de estreia do grupo, Enter the Wu-Tang (36 Chambers). Return to the 36 Chambers: The Dirty Version foi produzido principalmente por RZA, com produção adicional de Ol' Dirty Bastard, True Master e 4th Disciple. O álbum tem participação dos outros membros do Wu-Tang GZA, RZA, Method Man, Raekwon, Ghostface Killah e Masta Killa, bem como do grupo Brooklyn Zu.
Return to the 36 Chambers: The Dirty Version alcançou as posições #7 nas paradas da Billboard 200 e #2 no Top R&B/Hip-Hop Albums. O álbum vendeu 81 mil cópias em sua primeira semana e foi certificado ouro pela Recording Industry Association of America (RIAA) em 21 de junho de 1995. Após o lançamento, o álbum recebeu críticas positivas da maioria dos críticos de música, pela entrega lírica de Ol' Dirty Bastard e produção de RZA. O álbum foi indicado ao Grammy em 1996 na categoria Melhor Álbum de Rap.

## Lista de faixas
- Todas as faixas foram produzidas por RZA, exceto a faixa 4 produzida por True Master e Ol' Dirty Bastard, e as faixas 7, 9 e 11 foram co-produzidas por 4th Disciple, Ol' Dirty Bastard e Ethan Ryman.

| N.º            | Título                                                                                            | Duração |  |
| 1.             | "Intro"                                                                                           | 4:47    |  |
| 2.             | "Shimmy Shimmy Ya"                                                                                | 2:41    |  |
| 3.             | "Baby, C'mon"                                                                                     | 3:26    |  |
| 4.             | "Brooklyn Zoo"                                                                                    | 3:37    |  |
| 5.             | "Hippa to da Hoppa"                                                                               | 3:01    |  |
| 6.             | "Raw Hide" (com Raekwon & Method Man)                                                             | 4:02    |  |
| 7.             | "Damage" (com GZA)                                                                                | 2:47    |  |
| 8.             | "Don't U Know" (com Killah Priest)                                                                | 4:26    |  |
| 9.             | "The Stomp"                                                                                       | 2:22    |  |
| 10.            | "Goin' Down"                                                                                      | 4:19    |  |
| 11.            | "Drunk Game (Sweet Sugar Pie)"                                                                    | 4:20    |  |
| 12.            | "Snakes" (com Killah Priest, RZA, Masta Killa & Buddha Monk)                                      | 5:26    |  |
| 13.            | "Brooklyn Zoo II (Tiger Crane)" (com Ghostface Killah)                                            | 7:20    |  |
| 14.            | "Proteck Ya Neck II The Zoo" (com Brooklyn Zu, Prodigal Sunn, Killah Priest & 60 Second Assassin) | 4:00    |  |
| 15.            | "Cuttin' Headz" (com RZA)                                                                         | 2:28    |  |
| Duração total: | Duração total:                                                                                    | 59:04   |  |

## Desempenho nas paradas musicais
| Parada musical (1995)  | Melhor posição |
| ---------------------- | -------------- |
| Billboard 200          | 7              |
| Top R&B/Hip-Hop Albums | 2              |